# Estanislao Marcellán
Estanislao Igor "Tanis" Marcellán García (San Sebastián, Guipúzcoa, 2 de abril de 1996) es un futbolista español que se desenvuelve como portero y su equipo actual es el Club Deportivo Cieza de la Tercera División RFEF.

## Trayectoria
Formado en la cantera de la Real Sociedad, donde comienza a jugar en edad alevín. Destaca como portero en edad cadete, donde consigue con su equipo la Liga Vasca, llegando a jugar con la selección española sub-16 y sub-17 un total de 5 encuentros en los que sólo encaja 2 goles.
En junio del 2013 queda subcampeón de España en el torneo interautonómico defendiendo la portería de Euskadi. Ese mismo mes rechaza una oferta del FC.Barcelona. Llegó a disputar una Youth League con el juvenil txuri-urdin y aún en esta etapa juvenil hizo su debut en la Segunda División B del fútbol español en Huesca. Esa misma temporada 2013-2014 juega con el equipo blanquiazul la final del Campeonato de España Juvenil de División de Honor, perdiendo en la tanda de penaltis contra el Real Madrid y completa así un año sensacional. 
La temporada 2014-2015, siendo aún jugador en edad juvenil, participa con la Real Sociedad B en 10 partidos del grupo II de la segunda división B, encajando 10 goles.  Apuntado como una joven gran promesa en su etapa en Zubieta, su progresión se vio truncada cuando tuvo que pasar por quirófano en 2014 para reparar una lesión en el hombro izquierdo. Tras completar una rápida recuperación, comienza a jugar en tercer división con el Berio.
En enero de 2016, es cedido a la Peña Sport. Jugando 14 partidos a buen nivel, aunque el equipo desciende de categoría.
En julio de 2016, decide salir de la Real Sociedad en busca de mayores oportunidades de progresión. El Exguardameta de la Real Sociedad, donde ha rescindido el año de contrato que le quedaba, se suma al proyecto del Granada, donde comenzó jugando en el filial, y realizando la pretemporada a las ordenar de Paco Jémez
En enero de 2017, abandona el filial del Granada, con el que tan solo disputó dos partidos oficiales, para firmar por el filial del Real Valladolid.
Al poco de su llegada a la capital castellana se convierte en titular del Promesas y comienza a entrenar como tercer portero del primer equipo del Real Valladolid. Tras doce meses en el club pucelano, durante los cuales jugó un total de 26 partidos completos con el equipo filial en el grupo I de la segunda división b deja Valladolid y dicho grupo I con destino al grupo IV. 
El 18 de enero de 2018 ficha por la U.D.Melilla. Jugando 7 partidos en tres meses, realizando actuaciones destacadas que le llevan a fichar en el verano de 2018 por el Real Murcia.[cita requerida]
En el Real Murcia milita durante dos temporadas y media. En la primera ocupa el puesto de suplente del portero gallego Mackay. En la segunda llega a la titularidad, alcanzando el puesto de capitán del equipo pimentonero en su tercer año en la ciudad del segura. Juega en el Real Murcia un total de 24 partidos de liga, 3 de copa del Rey y 5 de la copa RFEF, contribuyendo a la conquista de este título por parte de su equipo con grandes sctuaciones, incluida una muy buena en la tanda de penaltis en la final. 
En enero del 2020, teniendo oferta del CF.Salamanca decide salir dirección a Islandia, fichando por el Umfa-Afturelding de primera división. Juega 17 partidos de titular permaneciendo dos meses lesionado de una mano. 
El 4 de julio de 2022, regresa a España y firma por el Club Deportivo Cieza de la Tercera División RFEF.

## Clubes
| Club                        | País     | Temporada       |
| --------------------------- | -------- | --------------- |
| Real Sociedad B             | España   | 2014–2015       |
| Peña Sport                  | España   | 2015–2016       |
| Granada B                   | España   | 2016            |
| Valladolid B                | España   | 2017            |
| UD Melilla                  | España   | 2017–2018       |
| Real Murcia                 | España   | 2018–2020       |
| Ungmennafélagið Afturelding | Islandia | 2021-2022       |
| Club Deportivo Cieza        | España   | 2022-Actualidad |